# TSV (datový formát)
TSV (Tab-Separated Values, Tabulátorem oddělené hodnoty) je jednoduchý formát ukládání dat používaný v informačních technologiích k ukládání a čtení málo strukturovaných dat.
Příkladem mohou být logy programů, kde každá řádka představuje jeden záznam, jehož struktura je určena oddělovacím znakem tabulátor. Jedná se tedy o formu obecnějšího formátu DSV (Delimiter Separated Values, Oddělovačem Oddělené Hodnoty).
TSV je alternativou častěji používaného formátu CSV, který se široce používá k výměně strukturovaných informací.

## Ukázka
Zde je ukázka jednoduše strukturovaných dat obsahujících informace o Jménech a Příjmeních konkrétních osob:
```
Jméno<TAB>Příjmení
František<TAB>Putšálek
Tonda<TAB>Hřebenka
Marie<TAB>Putšálková
```

V reprezentaci zástupného <TAB> skutečným znakem tabulátoru pak data vypadají takto:
```
Jméno	Příjmení
František	Putšálek
Tonda	Hřebenka
Marie	Putšálková
```